# Botânica médica
Botânica clínica ou botânica médica é uma aplicação do conhecimento de sistemática, taxonomia vegetal, anatomia (morfologia), fisiologia vegetal e outros aspectos da biologia vegetal à prática de utilização das plantas medicinais.  Até meados do século XX, constituía-se como uma subdivisão da cadeira de “História Natural Médica”, disciplina obrigatória do curso de medicina no Brasil.  e matéria básica do curso de farmácia com os nomes de botânica (botânica aplicada), “matéria médica vegetal” e farmacognosia.

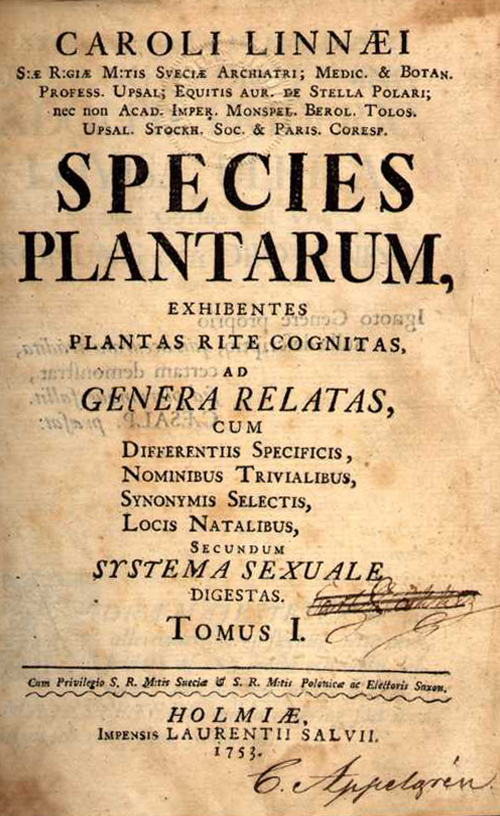
Species plantarum publicado por Linnaeus em 1753.

Segundo Anesi, 1919 entre os mais famosos e completos compêndios utilizados na época encontram-se os do médico e comendador Joaquim Monteiro Caminhoá (1836-1896): “Curso de Botânica Popular" em dez volumes e o “Elementos de botânica geral e médica" com 1.500 estampas, intercaladas  no texto,  obra premiada pelo Governo Imperial. (Rio de Janeiro, 1877), seu estudo “Das plantas tóxicas do Brazil”. (1871) que foi sua tese  para Concurso para a cadeira de botânica médica da Faculdade de Medicina do Rio de Janeiro e o  “Relatório sobre os jardins botânicos”, resultado de visitas sistemáticas a vários jardins e hortos científicos europeus para o  Estado dos Negócios da Agricultura, Comércio e Obras Públicas em 1873, além de monografias sobre plantas específicas como o Jaborandy (Pilocarpus microphyllus) e florestas de Quinas (Cinchona) como estratégia de obtenção de medicação para combater o “impaludismo” (Malária)
O Brasil não fugia à regra quanto à produção de formulações medicamentosas descritas nos compêndios e farmacopéias do país. Em Portugal as farmacopéias publicadas no séc. XVIII já traziam formulações contendo plantas brasileiras, mas o ensino da botânica no Brasil praticamente iniciou-se em 1814 com a criação de ensino específico na Escola Anatômica Médico Cirúrgica no Rio de Janeiro mantendo-se as aulas práticas no horto botânico do Passeio Público.
Na década de 1830 foram criados os primeiros cursos de farmácia na Bahia, Rio de Janeiro e Ouro Preto, mas a disciplina farmacognosia, que consiste na parte da farmacologia que trata das drogas ou substancia medicinais antes de serem submetidas à qualquer manipulação, só foi tornada obrigatória a partir de 1920.  A disciplina matéria médica vegetal posteriormente substituída pelo ensino da farmacologia acompanhando o processo de substituição da indústria brasileira de manipulação de material de origem natural com extração de substâncias ativas para uso terapêutico por indústrias de síntese químico-framacêuticas multinacionais que se impuseram a partir de meados da década de 1940.

## Antecedentes históricos
Estima-se que desde o paleolítico o homem utiliza plantas para tratamento de suas doenças, fato conhecido não só pelas tradições dos povos, mas também por investigações arqueológicas que evidenciam sua atividade coletora, o consumo de grãos e vegetais e a utilização de determinadas espécies por sua presença sob a forma de pólen e outros resíduos.
Sabe-se também que mesmo animais carnívoros utilizam determinadas espécies vegetais quando estão doentes, mas os mais antigos textos sobre esse o uso medicinal de plantas são relativamente recentes e datam a formação das civilizações indianas e chinesas, mais especificamente nas contribuições do Iajurveda em especial o Charaka samhita, um dos textos escritos em sânscrito por volta de 1500 a.C., derivados do Atharvaveda e as referências ao Soma do Rig Veda. Na China atribui-se o exame e o registro de plantas numa farmacopéia (Pen-t’sao) ou compêndios de matéria médica a um dos seus primeiros imperadores Chen Nong (Shen Nong Shennong que viveu 30 séculos AC (2953 aC.) contudo um dos mais antigos Pen t’sao é a obra de T’ao Hong-King (452-536) com referências à 730 medicamentos e um formulário de 101 receitas Segundo Beau em meados do séc. XVI existia cerca de 40 tratados sobre a farmacopéia sendo o mais conhecido o do “médico imperial” Li Che-tchen (1518-1543) segundo consta reuniu 360 tratados médicos e levou 30 anos sendo preparando descrevendo cerca de 12 mil receitas e fórmulas, mil e setenta e quatro (1.074) substâncias vegetais, 443 animais e 354 minerais. Beau (o.c.)
No ocidente as referências escritas mais antigas são do sábio egípcio Thot ou Hermes Trismegisto só restaram fragmentos sobreviventes da destruição da Biblioteca de Alexandria os textos do filósofo grego Teofrasto (372 a.C. - 287 a.C.) que agrupou 500 plantas descrevendo seu aspecto exterior, habitat, tipo de reprodução, valor curativo, etc. e Dioscórides que viveu por volta dos anos 40 - 90 de nossa era, autor de vários e valiosos volumes sobre plantas medicinais. Sua obra reúne cerca de 600 plantas que dividia em quatro classes: aromáticas, alimentares, medicinais e aquelas que se pode fazer vinho. Esse autor greco-romano é considerado o fundador da Farmacognosia através da sua obra “De Matéria Médica” foi principal fonte de informação sobre drogas medicinais desde o Século I até ao Século XVIII quando surge o clássico e “definitivo” sistema de classificação ocidental proposto por Carl von Linné (1707-1778)

## Quimiotaxonomia
Quimiotaxonomia (de química e taxonomia), também chamado quimiossistemática, é a tentativa de classificar e identificar os organismos (originalmente plantas), de acordo com as diferenças e semelhanças demonstráveis em suas composições bioquímicas. Os compostos estudados na maioria dos casos, são principalmente proteínas, os aminoácidos e peptídeos, mas podem ser utilizados marcadores quimiotaxonômicos tipo enzimas, ou estruturas moleculares específicas feito indol, terpenos, fenantreno ou outra estrutura molecular, presente em um grupo de fármacos, e/ou que possibilitem classificar grupos de vegetais, como, por exemplo, as plantas oleaginosas.
O desafio é a utilização simultânea de múltiplos critérios. A fitoquímica comparada associada à taxonomia (quimiotaxonomia) é um valioso auxiliar na busca de novos fármacos de origem vegetal. Considera-se John Griffith Vaughan (1926 – 2005) um pesquisador de Nutrologia e Botânica, um dos pioneiros dessa ciência especialmente por seus trabalhos sobre a química das plantas oleaginosas e crucíferas, além dos textos sobre o fundamento dessa nova disciplina (F.A. Bisby, J.G. Vaughan, C.A. Wright (eds). 1980. Chemosystematics: principles and practice. London: Published for the Systematics Association by Academic Press.).
Entre os principais avanços da sistemática que possibilitaram essa integração interdisciplinar está as contribuições do botânico dinamarquês Rolf Martin Theodor Dahlgren (1932 - 1987) que publicou, em 1975, um sistema de classificação que utilizava mais de 100 caracteres diferentes, entre os quais, caracteres morfológicos, anatômicos, embriológicos e principalmente fitoquímicos. No Brasil esse mérito cabe ao notável pesquisador em química de produtos naturais Otto Gottlieb (1920 - 2011), um marco das suas contribuições, entre a multiplicidade delas, pode ser a criação na Universidade Federal Rural do Rio de Janeiro nova disciplina botânica “Quimiossistemática Vegetal Micromolecular”.
A quimiotaxonomia amplia a possibilidade de combinação de fitoterápicos e de identificar princípios ativos, pois é essencial para comparação dos grupos vegetais com efeitos específicos, possibilitando não só compreender variações de sua eficácia / eficiência seja por concentração de elementos bioativos, seja por sinergismo com outras substâncias presentes (numa mesma espécie ou combinação), entre outros fatores. Esta interdisciplina institui-se também como uma forma de pesquisa de novos medicamentos. Nessa última perspectiva, entretanto a botânica médica não pode prescindir das contribuições da etnofarmacologia nem da etnobotânica como uma estratégia de seleção de plantas medicinais com reconhecido potencial de descobertas com impactos biológicos, econômicos e sociais.